# Oreotlos latus
Oreotlos latus is een krabbensoort uit de familie van de Leucosiidae. De wetenschappelijke naam van de soort is voor het eerst geldig gepubliceerd in 1903 door Borradaile.